# Горновіца (Мехедінць)
Горновіца (рум. Gornovița) — село у повіті Мехедінць в Румунії. Входить до складу комуни Балта.
Село розташоване на відстані 279 км на захід від Бухареста, 33 км на північ від Дробета-Турну-Северина, 143 км на південний схід від Тімішоари, 115 км на північний захід від Крайови.

## Населення
За даними перепису населення 2002 року у селі проживали 248 осіб, усі — румуни. Усі жителі села рідною мовою назвали румунську.